# Edgardo Gabriel Storni
Edgardo Gabriel Storni (* 6. April 1936 in Santa Fe, Argentinien; † 20. Februar 2012 in Córdoba) war römisch-katholischer Erzbischof von Santa Fe de la Veracruz. 

## Leben
Storni empfing am 23. Dezember 1961 die Priesterweihe.
Papst Paul VI. ernannte ihn am 31. Dezember 1976 zum Titularbischof von Croae und zum Weihbischof in Santa Fe. Die Bischofsweihe spendete ihm am 25. März 1977 der Alterzbischof von Santa Fe, Vicente Faustino Zazpe; Mitkonsekratoren waren Manuel Marengo, Bischof von Azul, und Ítalo Severino Di Stéfano, Bischof von San Roque de Presidencia Roque Sáenz Peña.
Am 28. August 1984 wurde er von Papst Johannes Paul II. als Nachfolger des verstorbenen Vicente Faustino Zazpe zum Erzbischof von Santa Fe ernannt. 
Die Leitung der Diözese gab er am 1. Oktober 2002 infolge von Beschuldigungen des sexuellen Missbrauchs an 47 Seminaristen auf. Zunächst wurde 1994 eine Untersuchungskommission des Vatikans einberufen. Die Untersuchungen führte Monsignore José María Arancibia. In der Folge arrangierte der Nuntius Ubaldo Calabresi ein Treffen mit Papst Johannes Paul II., der ihn zum Rücktritt aufforderte.
2002 veröffentlichte die argentinische Publizistin Olga Wornat eine Dokumentation zu dem Fall. Das entsprechende Buch „Nuestra Santa Madre“ (dt. unsere heilige Mutter) erregte auf der Buchmesse von Santa Fe Aufsehen. Im selben Jahr wich Storni dem öffentlichen Druck und gab sein Amt preis. 2009 wurde er zu acht Jahren Haft verurteilt. Er lebte zu dieser Zeit in einer Kirchenresidenz in La Falda, Córdoba.